# Rio Bodrog
O rio Bodrog é um pequeno rio do leste da Eslováquia e nordeste da Hungria. É afluente do rio Tisza, no qual desagua em Tokaj, pertencendo por isso à bacia do rio Danúbio. É formado pela confluência dos rios Ondava e Latorica perto da aldeia de Zemplin, na Eslováquia. Cruza a fronteira Eslováquia-Hungria em Felsőberecki (perto de Sátoraljaújhely) no lado húngaro e Streda nad Bodrogom na Eslováquia, onde se encontra o ponto mais baixo deste último país (apenas 94,3 m de altitude), continuando pela região de Borsod-Abaúj-Zemplén, até encontrar o Tisza, em Tokaj. Na sua margem fica a localidade de Sárospatak, na Hungria. A maior parte da sua bacia pertence à Eslováquia (apenas 972 km2 dos 13579 km2 pertencem à Hungria), apesar de a maior parte do seu percurso se fazer na Hungria.